# Mama estimada
Mama estimada (títol original: Mommie Dearest) és una pel·lícula estatunidenca dirigida per Frank Perry i estrenada el 1981. El guió, tret de les memòries de Christina Crawford, filla de l'actriu Joan Crawford, va ser adaptat per Robert Getchell, Tracy Hotchner, Frank Perry i Frank Yablans. Aquesta pel·lícula ha estat doblada al català.

## Argument
La història es refereix a les relacions entre la llegenda del cinema Joan Crawford i la seva filla adoptiva, Christina. La imatge de Joan Crawford va ser fortament entelada a conseqüència d'aquesta pel·lícula, que va posar l'accent sobre la seva personalitat de mare cruel més que sobre la d'una estrella de cinema hollywoodienc. Dividida entre la seva vida pública i la seva vida privada, Joan Crawford era una actriu genial i una mare turmentada. La dona pública era forta, sensual, i admirable, però la pel·lícula  Mama estimada  revela l'altra cara de l'estrella: el d'una dona sola, portant malament el fet de no ser mare, havent adoptat una nena i intentant sobreviure al medi devastador del cinema. La seva ràbia, la seva desesperació, el seu aterridor descens a l'infern per l'alcohol i la seva violència enfront de la seva petita filla són de manera destacable descrits en aquesta pel·lícula inoblidable.

## Repartiment
- Faye Dunaway: Joan Crawford
- Diana Scarwid: Christina Crawford
- Mara Hobel: Christina Crawford, de nena
- Steve Forrest: Greg
- Howard Da Silva: Louis B. Mayer
- Jocelyn Brando: Barbara Bennett
- Priscilla Pointer: la directora del pensionat
- Xander Berkeley: Christopher Crawford, adulta
- Jeremy Scott Reinbolt: Christopher, de nen
- Rutanya Alda: Carol Ann

## Al voltant de la pel·lícula
- La pel·lícula va ser criticada en la seva estrena, sobretot a causa de la interpretació jutjada indigne de Faye Dunaway. Així va ser premiada amb no menys de 5 Razzie Awards: pitjors actriu i actor secundaris (Scarwid i Forrest), pitjor actriu (Dunaway), pitjor pel·lícula, pitjor guió, i va rebre altres quatre nominacions als mateixos "premis": pitjor director (Perry), pitjor nou talent (Hobel), i altres dues pitjors actrius secundàries (Alda i Hobel). A més, el 1990, els Razzie van atorgar a la pel·lícula el títol de pitjor producció del decenni i, el 2005, la van nominar pel premi dels 25 anys d'existència dels Razzie en la categoria de pel·lícules dramàtiques (Battlefield Earth se’l va emportar)!
- Mama estimada  s'ha guanyat no obstant això al cap del temps l'estatus de "pel·lícula de culte" als Estats Units, sobretot gràcies a dues seqüències: l'escena dels penja-robes de metall i l'escena on Crawford devasta el seu jardí amb l'ajuda d'una destral. Els seguidors arriben a les sessions amb penja-robes i dels destralons i els agiten a l'aire durant aquestes dues seqüències. Com per Rocky Horror Picture Show, se saben de memòria tots els diàlegs de la pel·lícula.